# Puchar Azji U-20 w Piłce Nożnej 2025
Puchar Azji U-20 w Piłce Nożnej 2025 – czterdziesty drugi turniej Pucharu Azji U-20. Po raz drugi wydarzenie to rozgrywane było w Chinach. Rozpoczęło się ono 12 lutego, a zakończyło 1 marca 2025 roku. Zwycięzcą turnieju została reprezentacja Australii, która pokonała w finale Arabię Saudyjską 1:1 (k. 5:4).
W turnieju mogą wystąpić jedynie zawodnicy, którzy nie ukończyli 20 roku życia. Turniej stanowi jednocześnie kwalifikacje do Mistrzostw Świata U-20 w Piłce Nożnej 2025 w Chile.

## Zakwalifikowane drużyny
| Reprezentacja         | Sposób kwalifikacji    | Ostatni występ | Najlepszy wynik                                                                      | Wynik        |
| --------------------- | ---------------------- | -------------- | ------------------------------------------------------------------------------------ | ------------ |
| Chiny U-20            | gospodarz              | 2023           | Mistrzostwo (1985)                                                                   | Ćwierćfinał  |
| Syria U-20            | Zwycięzca Grupy A      | 2023           | Mistrzostwo (1994)                                                                   | Faza grupowa |
| Uzbekistan U-20       | Zwycięzca Grupy B      | 2023           | Mistrzostwo (2023)                                                                   | Ćwierćfinał  |
| Korea Południowa U-20 | Zwycięzca Grupy C      | 2023           | Mistrzostwo (1959, 1960, 1963, 1978, 1980, 1982, 1990, 1996, 1998, 2002, 2004, 2012) | Półfinał     |
| Arabia Saudyjska U-20 | Zwycięzca Grupy D      | 2023           | Mistrzostwo (1986, 1992, 2018)                                                       | II miejsce   |
| Korea Północna U-20   | Zwycięzca Grupy E      | 2018           | Mistrzostwo (1976, 2006, 2010)                                                       | Faza grupowa |
| Indonezja U-20        | Zwycięzca Grupy F      | 2023           | Mistrzostwo (1961)                                                                   | Faza grupowa |
| Iran U-20             | Zwycięzca Grupy G      | 2023           | Mistrzostwo (1973, 1974, 1975, 1976)                                                 | Ćwierćfinał  |
| Irak U-20             | Zwycięzca Grupy H      | 2023           | Mistrzostwo (1975, 1977, 1978, 1988, 2000)                                           | Ćwierćfinał  |
| Japonia U-20          | Zwycięzca Grupy I      | 2023           | Mistrzostwo (2016)                                                                   | Półfinał     |
| Katar U-20            | Zwycięzca Grupy J      | 2023           | Mistrzostwo (2014)                                                                   | Faza grupowa |
| Jemen U-20            | Klasyfikacja II miejsc | 2016           | Ćwierćfinał (1975)                                                                   | Faza grupowa |
| Kirgistan U-20        | Klasyfikacja II miejsc | 2023           | Faza grupowa (2006, 2023)                                                            | Faza grupowa |
| Australia U-20        | Klasyfikacja II miejsc | 2023           | II miejsce (2010)                                                                    | Mistrz       |
| Tajlandia U-20        | Klasyfikacja II miejsc | 2018           | Mistrzostwo (1962, 1969)                                                             | Faza grupowa |
| Jordania U-20         | Klasyfikacja II miejsc | 2018           | IV miejsce (2006)                                                                    | Faza grupowa |

## Losowanie
Losowanie grup turnieju odbyło się 7 listopada 2024.
| Koszyk I        | Koszyk II             | Koszyk III            | Koszyk IV           |
| --------------- | --------------------- | --------------------- | ------------------- |
| Chiny U-20 (H)  | Korea Południowa U-20 | Indonezja U-20        | Katar U-20          |
| Uzbekistan U-20 | Australia U-20        | Arabia Saudyjska U-20 | Tajlandia U-20      |
| Irak U-20       | Iran U-20             | Syria U-20            | Jemen U-20          |
| Japonia U-20    | Jordania U-20         | Kirgistan U-20        | Korea Północna U-20 |

## Stadiony
Turniej odbywa się na 4 stadionach w jednym mieście.
| Shenzhen          | Shenzhen                                | Shenzhen                   |
| ----------------- | --------------------------------------- | -------------------------- |
| Bao’an Stadium    | Youth Football Training Base (2 boiska) | Longhua C&S Centre Stadium |
| Pojemność: 40 050 | Pojemność: 1 000/500                    | Pojemność: 2 364           |
|                   |                                         |                            |
| Shenzhen          |                                         |                            |

## Faza grupowa
Na podstawie:
Legenda
|  | Awans do fazy pucharowej. |

Gdy dwie lub więcej drużyn zakończy fazę grupową z taką samą liczbą punktów, o kolejności w tabeli decyduje:
1. bilans bramkowy
2. liczba goli zdobytych w fazie grupowej;
3. punkty zdobyte w meczach pomiędzy danymi drużynami;
4. różnica bramek w meczach pomiędzy danymi drużynami;
5. zdobyte bramki w meczach pomiędzy danymi drużynami;
6. klasyfikacja fair play;
7. losowanie.

### Grupa A
| Lp. | Drużyna        | M | Mecze | Mecze | Mecze | Bramki | Bramki | Bramki | Pkt |
| Lp. | Drużyna        | M | W     | R     | P     | +      | −      | +/−    | Pkt |
| --- | -------------- | - | ----- | ----- | ----- | ------ | ------ | ------ | --- |
| 1.  | Australia U-20 | 3 | 3     | 0     | 0     | 10     | 3      | +7     | 9   |
| 2.  | Chiny U-20 (H) | 3 | 2     | 0     | 1     | 8      | 5      | +3     | 6   |
| 3.  | Katar U-20     | 3 | 1     | 0     | 2     | 6      | 5      | +1     | 3   |
| 4.  | Kirgistan U-20 | 3 | 0     | 0     | 3     | 3      | 14     | −11    | 0   |

| 12 lutego 2025 10:15 CET | Australia U-20 · Jovanovic 4', 61' · Bennie 15' · Toure 26', 31' | 5:1(4:0)Raport | Kirgistan U-20 · 73' Almazbekov | Bao'an Stadium, Shenzhen Widzów: 655 Sędzia: Choi Hyun-jae |
|                          |                                                                  |                |                                 |                                                            |

| 12 lutego 2025 12:30 CET | Chiny U-20 · Kuai 17' · Liu 21' | 2:1(2:0)Raport | Katar U-20 · 55' Faragalla | Youth Football Training Base, Shenzhen Widzów: 5 152 Sędzia: Qasim Al Hatmi |
|                          |                                 |                |                            |                                                                             |

| 15 lutego 2025 10:15 CET | Katar U-20 · Gouda 19' | 1:3(1:1)Raport | Australia U-20 · 24' Badolato · 52' Bosnjak · 69' Bennie | Youth Football Training Base, Shenzhen Widzów: 1 072 Sędzia: Zaid Thamer Mohammed |
|                          |                        |                |                                                          |                                                                                   |

| 15 lutego 2025 12:30 CET | Kirgistan U-20 · Madavinov 25' · Madanov 64' | 2:5(1:2)Raport | Chiny U-20 · 13' Liu · 45' Wang · 49' Mao · 80', 90+2' Zhu | Bao'an Stadium, Shenzhen Widzów: 7 944 Sędzia: Thoriq Alkatiri |
|                          |                                              |                |                                                            |                                                                |

| 18 lutego 2025 12:30 CET | Chiny U-20 · Kuai 29' | 1:2(1:2)Raport | Australia U-20 · 23' Memeti · 25' Agosti | Bao'an Stadium, Shenzhen Widzów: 8 743 Sędzia: Abdullah Jamali |
|                          |                       |                |                                          |                                                                |

| 18 lutego 2025 12:30 CET | Kirgistan U-20 | 0:4(0:2)Raport | Katar U-20 · 28' Jamshid · 45+5' Taha · 55' Gouda · 83' Tamer | Youth Football Training Base, Shenzhen Widzów: 267 Sędzia: Hiroki Kasahara |
|                          |                |                |                                                               |                                                                            |

### Grupa B
| Lp. | Drużyna               | M | Mecze | Mecze | Mecze | Bramki | Bramki | Bramki | Pkt |
| Lp. | Drużyna               | M | W     | R     | P     | +      | −      | +/−    | Pkt |
| --- | --------------------- | - | ----- | ----- | ----- | ------ | ------ | ------ | --- |
| 1.  | Arabia Saudyjska U-20 | 3 | 2     | 0     | 1     | 3      | 2      | +1     | 6   |
| 2.  | Irak U-20             | 3 | 1     | 2     | 0     | 2      | 1      | +1     | 5   |
| 3.  | Jordania U-20         | 3 | 1     | 1     | 1     | 2      | 2      | 0      | 4   |
| 4.  | Korea Północna U-20   | 3 | 0     | 1     | 2     | 3      | 5      | −2     | 1   |

| 13 lutego 2025 08:00 CET | Irak U-20 · Luay 32' | 1:1(1:0)Raport | Korea Północna U-20 · 62' Kim Jin-song | Longhua C&S Centre Stadium, Shenzhen Widzów: 266 Sędzia: Abdullah Jamali |
|                          |                      |                |                                        |                                                                          |

| 13 lutego 2025 12:30 CET | Jordania U-20 | 0:1(0:0)Raport | Arabia Saudyjska U-20 · 46' Haqawi | Bao'an Stadium, Shenzhen Widzów: 472 Sędzia: Ahmed Issa |
|                          |               |                |                                    |                                                         |

| 16 lutego 2025 08:00 CET | Korea Północna U-20 · Ri Jong-dok 83' | 1:2(0:1)Raport | Jordania U-20 · 6', 72' Sabra | Longhua C&S Centre Stadium, Shenzhen Widzów: 603 Sędzia: Alex King |
|                          |                                       |                |                               |                                                                    |

| 16 lutego 2025 12:30 CET | Arabia Saudyjska U-20 | 0:1(0:1)Raport | Irak U-20 · 25' Faisal | Bao'an Stadium, Shenzhen Widzów: 827 Sędzia: Qasim Al Hatmi |
|                          |                       |                |                        |                                                             |

| 19 lutego 2025 08:00 CET | Arabia Saudyjska U-20 · Haqawi 51' · Al-Khaibri 85' | 2:1(0:1)Raport | Korea Północna U-20 · 28' Han Jae-yong | Bao'an Stadium, Shenzhen Sędzia: Ammar Ebrahim Mahfoodh |
|                          |                                                     |                |                                        |                                                         |

| 19 lutego 2025 08:00 CET | Irak U-20 | 0:0(0:0)Raport | Jordania U-20 | Longhua C&S Centre Stadium, Shenzhen Sędzia: Asker Nadjafaliev |
|                          |           |                |               |                                                                |

### Grupa C
| Lp. | Drużyna         | M | Mecze | Mecze | Mecze | Bramki | Bramki | Bramki | Pkt |
| Lp. | Drużyna         | M | W     | R     | P     | +      | −      | +/−    | Pkt |
| --- | --------------- | - | ----- | ----- | ----- | ------ | ------ | ------ | --- |
| 1.  | Iran U-20       | 3 | 3     | 0     | 0     | 11     | 1      | +10    | 9   |
| 2.  | Uzbekistan U-20 | 3 | 2     | 0     | 1     | 5      | 3      | +2     | 6   |
| 3.  | Indonezja U-20  | 3 | 0     | 1     | 2     | 1      | 6      | −5     | 1   |
| 4.  | Jemen U-20      | 3 | 0     | 1     | 2     | 0      | 7      | −7     | 1   |

| 13 lutego 2025 10:15 CET | Uzbekistan U-20 · Urinboev 26' | 1:0(1:0)Raport | Jemen U-20 | Youth Football Training Base, Shenzhen Widzów: 179 Sędzia: Shen Yinhao |
|                          |                                |                |            |                                                                        |

| 13 lutego 2025 12:30 CET | Iran U-20 · Nafari 5' · Gholizadeh 63' · Dehghan 70' | 3:0(1:0)Raport | Indonezja U-20 | Youth Football Training Base, Shenzhen Widzów: 356 Sędzia: Hiroki Kasahara |
|                          |                                                      |                |                |                                                                            |

| 16 lutego 2025 10:15 CET | Jemen U-20 | 0:6(0:4)Raport | Iran U-20 · 26', 34' Zamani · 42' Gholizadeh · 45+2' (sam.) Moqbel · 46' Ghandipour · 72' Zoleikhaei | Youth Football Training Base, Shenzhen Widzów: 224 Sędzia: Choi Hyun-jae |
|                          |            |                | |                                                                          |

| 16 lutego 2025 12:30 CET | Indonezja U-20 · Raven 23' | 1:3(1:1)Raport | Uzbekistan U-20 · 21' Urinboev · 47' Khaydarov · 63' Saidnurullaev | Youth Football Training Base, Shenzhen Widzów: 510 Sędzia: Abdullah Jamali |
|                          |                            |                |                                                                    |                                                                            |

| 19 lutego 2025 12:30 CET | Indonezja U-20 | 0:0(0:0)Raport | Jemen U-20 | Youth Football Training Base, Shenzhen Sędzia: Abdulhadi Al Ruaile |
|                          |                |                |            |                                                                    |

| 19 lutego 2025 12:30 CET | Uzbekistan U-20 · Urinboev 81' | 1:2(0:0)Raport | Iran U-20 · 52' Mazraeh · 66' Gholizadeh | Youth Football Training Base, Shenzhen Widzów: 252 Sędzia: Zaid Thamer Mohammed |
|                          |                                |                |                                          |                                                                                 |

### Grupa D
| Lp. | Drużyna               | M | Mecze | Mecze | Mecze | Bramki | Bramki | Bramki | Pkt |
| Lp. | Drużyna               | M | W     | R     | P     | +      | −      | +/−    | Pkt |
| --- | --------------------- | - | ----- | ----- | ----- | ------ | ------ | ------ | --- |
| 1.  | Korea Południowa U-20 | 3 | 2     | 1     | 0     | 7      | 3      | +4     | 7   |
| 2.  | Japonia U-20          | 3 | 1     | 2     | 0     | 6      | 3      | +3     | 5   |
| 3.  | Syria U-20            | 3 | 0     | 2     | 1     | 5      | 6      | −1     | 2   |
| 4.  | Tajlandia U-20        | 3 | 0     | 1     | 2     | 3      | 9      | −6     | 1   |

| 14 lutego 2025 08:00 CET | Korea Południowa U-20 · Shin Sung 8' · Baek Min-gyu 23' | 2:1(2:0)Raport | Syria U-20 · 60' Abdi | Longhua C&S Centre Stadium, Shenzhen Widzów: 363 Sędzia: Ammar Ebrahim Mahfoodh |
|                          |                                                         |                |                       |                                                                                 |

| 14 lutego 2025 10:15 CET | Japonia U-20 · Ishii 14' · Ichihara 33' · Sato 69' | 3:0(2:0)Raport | Tajlandia U-20 | Youth Football Training Base, Shenzhen Widzów: 184 Sędzia: Abdulhadi Al Ruaile |
|                          |                                                    |                |                |                                                                                |

| 17 lutego 2025 08:00 CET | Syria U-20 · Al Mustafa 10' · Soufi 33' | 2:2(2:1)Raport | Japonia U-20 · 24' Ozeki · 85' Takaoka | Longhua C&S Centre Stadium, Shenzhen Sędzia: Ahmed Issa |
|                          |                                         |                |                                        |                                                         |

| 17 lutego 2025 10:15 CET | Tajlandia U-20 · Burapha 23' | 1:4(1:1)Raport | Korea Południowa U-20 · 32' Yoon Do-yong · 59', 86' Kim Tae-won · 89' Park Seung-soo | Youth Football Training Base, Shenzhen Widzów: 165 Sędzia: Asker Nadjafaliev |
|                          |                              |                |                                                                                      |                                                                              |

| 20 lutego 2025 08:00 CET | Japonia U-20 · Kanda 28' | 1:1(1:0)Raport | Korea Południowa U-20 · 90+1' Kim Tae-won | Youth Football Training Base, Shenzhen Sędzia: Alex King |
|                          |                          |                |                                           |                                                          |

| 20 lutego 2025 08:00 CET | Syria U-20 · Al Kalou 52' · Al Mustafa 71' | 2:2(0:0)Raport | Tajlandia U-20 · 73', 81' Phochai | Longhua C&S Centre Stadium, Shenzhen Sędzia: Thoriq Alkatiri |
|                          |                                            |                |                                   |                                                              |

## Faza pucharowa
W fazie pucharowej uczestniczy 8 zespołów, które awansowały z fazy grupowej. Ta część rywalizacji składa się z trzech rund, w każdej rundzie odpada połowa drużyn. Po wyłonieniu czterech najlepszych drużyn turnieju, rozegrane zostaną półfinały. Zwycięzcy zagrają o tytuł mistrzowski. W każdym ze spotkań fazy pucharowej mecz zakończony w regulaminowym czasie remisem musi być rozstrzygnięty poprzez trzydziestominutową dogrywkę. Jeżeli wynik nadal pozostanie nierozstrzygnięty, następuje seria rzutów karnych.
|  |                       |                       |                       |                       |      |                       |                       |          |  |  |       |       |       |
|  | Ćwierćfinał           | Ćwierćfinał           | Ćwierćfinał           |                       |      | Półfinał              | Półfinał              | Półfinał |  |  | Finał | Finał | Finał |
|  | Ćwierćfinał           | Ćwierćfinał           | Ćwierćfinał           |                       |      | Półfinał              | Półfinał              | Półfinał |  |  | Finał | Finał | Finał |
|  | 22 lutego, Shenzhen   |                       |                       |                       |      |                       |                       |          |  |  |       |       |       |
|  |                       |                       |                       |                       |      |                       |                       |          |  |  |       |       |       |
|  | Australia U-20        | Australia U-20        | 3                     |                       |      |                       |                       |          |  |  |       |       |       |
|  | Australia U-20        | Australia U-20        | 3                     | 26 lutego, Shenzhen   |      |                       |                       |          |  |  |       |       |       |
|  | Irak U-20             | Irak U-20             | 2                     |                       |      |                       |                       |          |  |  |       |       |       |
|  | Irak U-20             | Irak U-20             | 2                     |                       |      | Australia U-20        | Australia U-20        | 2        |  |  |       |       |       |
|  | 23 lutego, Shenzhen   |                       |                       |                       |      | Australia U-20        | Australia U-20        | 2        |  |  |       |       |       |
|  |                       |                       | Japonia U-20          | Japonia U-20          | 0    |                       |                       |          |  |  |       |       |       |
|  | Iran U-20             | Iran U-20             | Japonia U-20          | Japonia U-20          | 0    | 1(3)                  |                       |          |  |  |       |       |       |
|  | Iran U-20             | Iran U-20             |                       |                       |      | 1(3)                  | 1 marca, Shenzhen     |          |  |  |       |       |       |
|  | Japonia U-20          | Japonia U-20          | 1(4)                  |                       |      |                       |                       |          |  |  |       |       |       |
|  | Japonia U-20          | Japonia U-20          | 1(4)                  |                       |      | Australia U-20        | Australia U-20        | 1(5)     |  |  |       |       |       |
|  | 22 lutego, Shenzhen   |                       |                       |                       |      | Australia U-20        | Australia U-20        | 1(5)     |  |  |       |       |       |
|  |                       |                       | Arabia Saudyjska U-20 | Arabia Saudyjska U-20 | 1(4) |                       |                       |          |  |  |       |       |       |
|  | Arabia Saudyjska U-20 | Arabia Saudyjska U-20 | Arabia Saudyjska U-20 | Arabia Saudyjska U-20 | 1(4) | 1                     |                       |          |  |  |       |       |       |
|  | Arabia Saudyjska U-20 | Arabia Saudyjska U-20 | 26 lutego, Shenzhen   |                       |      | 1                     |                       |          |  |  |       |       |       |
|  | Chiny U-20            | Chiny U-20            | 0                     |                       |      |                       |                       |          |  |  |       |       |       |
|  | Chiny U-20            | Chiny U-20            | 0                     |                       |      | Arabia Saudyjska U-20 | Arabia Saudyjska U-20 | 0(3)     |  |  |       |       |       |
|  | 23 lutego, Shenzhen   |                       |                       |                       |      | Arabia Saudyjska U-20 | Arabia Saudyjska U-20 | 0(3)     |  |  |       |       |       |
|  |                       |                       | Korea Południowa U-20 | Korea Południowa U-20 | 0(2) |                       |                       |          |  |  |       |       |       |
|  | Korea Południowa U-20 | Korea Południowa U-20 | Korea Południowa U-20 | Korea Południowa U-20 | 0(2) | 3(3)                  |                       |          |  |  |       |       |       |
|  | Korea Południowa U-20 | Korea Południowa U-20 |                       |                       |      |                       |                       |          |  |  |       |       |       |
|  | Uzbekistan U-20       | Uzbekistan U-20       | 3(1)                  |                       |      |                       |                       |          |  |  |       |       |       |
|  | Uzbekistan U-20       | Uzbekistan U-20       | 3(1)                  |                       |      |                       |                       |          |  |  |       |       |       |

### Ćwierćfinały
| 22 lutego 2025 09:15 CET | Arabia Saudyjska U-20 · Al Yuhaybi 90+5' | 1:0(0:0)Raport | Chiny U-20 | Youth Football Training Base, Shenzhen Widzów: 6 058 Sędzia: Alex King |
|                          |                                          |                |            |                                                                        |

| 22 lutego 2025 12:30 CET | Australia U-20 · Jovanovic 22' · Kikianis 62' · Badolato 74' | 3:2(1:2)Raport | Irak U-20 · 15' Faisal · 26' Qabeel | Bao'an Stadium, Shenzhen Sędzia: Ammar Ebrahim Mahfoodh |
|                          |                                                              |                |                                     |                                                         |

| 23 lutego 2025 09:15 CET                                | Iran U-20 · Ghandipour 5' | 1:1 dogr. k. 3:4(1:1, 1:1, 1:1)Raport            | Japonia U-20 · 30' Ogura | Youth Football Training Base, Shenzhen Widzów: 1 826 Sędzia: Abdullah Jamali |
|                                                         |                           |                                                  |                          |                                                                              |
|                                                         |                           | Rzuty karne                                      |                          |                                                                              |
| Darvish Aali · Shahrabadi · Shakouri · Hassani · Andarz |                           | Nakajima · Takaoka · Takahashi · Sato · Ichihara |                          |                                                                              |

| 23 lutego 2025 12:30 CET                                            | Korea Południowa U-20 · Shin Min-ha 26', 56' · Kim Tae-won 61' | 3:3 dogr. k. 3:1(1:1, 3:3, 3:3)Raport    | Uzbekistan U-20 · 18' Jumayev · 90' Urinboev · 90+4' Khaydarov | Youth Football Training Base, Shenzhen Widzów: 259 Sędzia: Qasim Al Hatmi |
|                                                                     |                                                                |                                          |                                                                |                                                                           |
|                                                                     |                                                                | Rzuty karne                              |                                                                |                                                                           |
| Kim Tae-won · Lee Kun-hee · Shin Min-ha · Kim Ho-jin · Ha Jeong-woo |                                                                | Karimov · Khaydarov · Urinboev · Komilov |                                                                |                                                                           |

### Półfinały
| 26 lutego 2025 09:15 CET                                      | Arabia Saudyjska U-20 | 0:0 dogr. k. 3:2(0:0, 0:0, 0:0)Raport                              | Korea Południowa U-20 | Youth Football Training Base, Shenzhen Widzów: 408 Sędzia: Asker Nadjafaliev |
|                                                               |                       |                                                                    |                       |                                                                              |
|                                                               |                       | Rzuty karne                                                        |                       |                                                                              |
| Al-Khaibri · Barnawi · Al-Shamrani · Al-Tumbukti · Al-Mahdawi |                       | Kim Tae-won · Lee Chang-woo · Kim Ho-jin · Kim Seo-jin · Kim Gyeol |                       |                                                                              |

| 26 lutego 2025 12:30 CET | Australia U-20 · Toure 49' · Pearman 67' | 2:0(0:0)Raport | Japonia U-20 | Bao'an Stadium, Shenzhen Widzów: 1 363 Sędzia: Abdulhadi Al Ruaile |
|                          |                                          |                |              |                                                                    |

### Finał
| 1 marca 2025 12:30 CET                           | Australia U-20 · Agosti 24' | 1:1 dogr. k. 5:4(1:1, 1:1, 1:1)Raport                     | Arabia Saudyjska U-20 · 45+2' Haji | Bao'an Stadium, Shenzhen Widzów: 3 355 Sędzia: Hiroki Kasahara |
|                                                  |                             |                                                           |                                    |                                                                |
|                                                  |                             | Rzuty karne                                               |                                    |                                                                |
| Jovanovic · Badolato · Pearman · Yull · Kikianis |                             | Al-Khaibri · Al-Shamrani · Al-Mahdawi · Barnawi · Hazzazi |                                    |                                                                |

## Strzelcy
Bramki z serii rzutów karnych nie są wliczane do klasyfikacji strzelców.

### 4 gole
- Mukhammadali Urinboev

### 3 gole
- Luka Jovanovic
- Musa Toure
- Esmaeil Gholizadeh
- Kim Tae-won

### 2 gole
- Talal Haji
- Saad Haqawi
- Louis Agosti
- Alexander Badolato
- Daniel Bennie
- Kuai Jiwen
- Liu Chengyu
- Zhu Pengyu
- Reza Ghandipour
- Abolfazl Zamani
- Ibrahim Sabra
- Mohamed Gouda
- Shin Min-ha
- Mohammad Al Mustafa
- Thanawut Phochai
- Abdug'afur Khaydarov

### 1 gol
- Thamer Al-Khaibri
- Amar Al Yuhaybi
- Dean Bosnjak
- Panagiotis Kikianis
- Medin Memeti
- Jaylan Pearman
- Mao Weijie
- Wang Yudong
- Jens Raven
- Amoori Faisal
- Aymen Luay
- Mobin Dehghan
- Yousef Mazraeh
- Hesam Nafari
- Abolfazl Zoleikhaei
- Rion Ichihara
- Hisatsugu Ishii
- Soma Kanda
- Kosei Ogura
- Yuto Ozeki
- Ryunosuke Sato
- Rento Takaoka
- Mohamed Hani Faragalla
- Tahsin Jamshid
- Moath Taha
- Noureldan Tamer
- Beknaz Almazbekov
- Yryskeldi Madanov
- Umar Madavinov
- Baek Min-gyu
- Park Seung-soo
- Shin Sung
- Yoon Do-yong
- Han Jae-yong
- Kim Jin-song
- Ri Jong-dok
- Ahmad Al Kalou
- Aland Abdi
- Ahmad Soufi
- Yotsakon Burapha
- Asilbek Jumayev
- Saidumarkhon Saidnurullaev

### Gole samobójcze
- Mohammed Moqbel (dla Iranu)

## Nagrody
| Złota Piłka        | Złoty But             | Złota Rękawica    |
| ------------------ | --------------------- | ----------------- |
| Alexander Badolato | Mukhammadali Urinboev | Hamed Al-Shanqiti |

## Drużyny zakwalifikowane do MŚ U-20
W turnieju Mistrzostw Świata U-20 2025 w Chile wezmą udział:
| Drużyna               | Sposób kwalifikacji       | Data kwalifikacji | Ostatni występ | Najlepszy wynik         |
| --------------------- | ------------------------- | ----------------- | -------------- | ----------------------- |
| Arabia Saudyjska U-20 | Zwycięstwo w ćwierćfinale | 22 lutego 2025    | 2019           | 1/8 finału (2011, 2017) |
| Australia U-20        | Zwycięstwo w ćwierćfinale | 22 lutego 2025    | 2013           | IV miejsce (1991, 1993) |
| Japonia U-20          | Zwycięstwo w ćwierćfinale | 23 lutego 2025    | 2023           | II miejsce (1999)       |
| Korea Południowa U-20 | Zwycięstwo w ćwierćfinale | 23 lutego 2025    | 2023           | II miejsce (2019)       |

## Klasyfikacja końcowa
| Miejsce                        | Reprezentacja         | Punkty | Bramki +/− | Bramki zdobyte |
| ------------------------------ | --------------------- | ------ | ---------- | -------------- |
| Strefa medalowa                |                       |        |            |                |
| złoto                          | Australia U-20        | 16     | +10        | 16             |
| srebro                         | Arabia Saudyjska U-20 | 11     | +2         | 5              |
| brąz                           | Korea Południowa U-20 | 9      | +4         | 10             |
| brąz                           | Japonia U-20          | 6      | +1         | 7              |
| Wyeliminowane w ćwierćfinałach |                       |        |            |                |
| 5.                             | Iran U-20             | 10     | +10        | 12             |
| 6.                             | Uzbekistan U-20       | 7      | +2         | 8              |
| 7.                             | Chiny U-20            | 6      | +2         | 8              |
| 8.                             | Irak U-20             | 5      | 0          | 4              |
| Wyeliminowane w fazie grupowej |                       |        |            |                |
| 9.                             | Jordania U-20         | 4      | 0          | 2              |
| 10.                            | Katar U-20            | 3      | -2         | 3              |
| 11.                            | Syria U-20            | 2      | -1         | 5              |
| 12.                            | Korea Północna U-20   | 1      | -2         | 3              |
| 13.                            | Indonezja U-20        | 1      | -5         | 1              |
| 14.                            | Tajlandia U-20        | 1      | -6         | 3              |
| 15.                            | Jemen U-20            | 1      | -7         | 0              |
| 16.                            | Kirgistan U-20        | 0      | -11        | 3              |